# Калиев перманганат
Калиев перманганат се нарича химическото съединение с формула KMnO4. В тази сол манганът е в степен на окисление +7. Перманганатният йон е силен окислител. Той се разтваря във вода и дава ярковиолетови разтвори, които след изпаряване дават призматични виолетово-черни лъскави кристали. Не се приема вътрешно, защото е отровен. За външна дезинфекция се използва разтвора на 2 – 3 кристалчета калиев перманганат в 1 литър вода (до бледорозов разтвор). По-концентриран разтвор или допир с неразтворен кристал причинява изгаряния на кожата.

## Химични свойства и взаимодействия с участието на калиев перманганат
Ето няколко химични реакции с участието на калиевия перманганат.
{\displaystyle {\ce {2KMnO4 ->[T] K2MnO4 + MnO2 + O2 ^ \\ 5KMnO4 ->[T] K2MnO4 + K3MnO4 + 3MnO2 + 3O2 ^ \\ 2KMnO4 + 3MnSO4 + 2H2O -> 5MnO2 + K2SO4 + 2H2SO4 \\ 2MnO2 + 3Cl2 + 8KOH -> 2KMnO4 + 6KCl + 4H2O \\ 2K2MnO4 + Cl2 -> 2KMnO4 + 2KCl \\ 2KMnO4 + H2O2 -> 2KOH + 2MnO2 + 2O2 \\ 3K2MnO4 + 2H2O -> 2KMnO4 + MnO2 + 4KOH \\ 2K2MnO4 + 2H2O -> 2KMnO4 + H2 ^ + 2KOH}}}

## Приложения
Почти всички приложения на калиевия перманганат са свързани със свойството му на силен окислител. Като силен оксидант, който не отделя токсични съпътстващи вещества, KMnO4 има много приложения.
Калиевият перманганат е един от основните химикали, използван във филмовата и телевизионна индустрия за изкуствено състаряване на печатни материали, тъкани, дървесина и стъкло. Оксидиращият му ефект създава вид на остарял материал.

### Дезинфектант
Тъй като е силен окислител, калиевият перманганат може да бъде използван като антисептично вещество. Например, разредени разтвори се използват за обработка на шанкърни поражения – язви, дезинфекция на ръцете и обработка на леки дерматити и гъбични инфекции на ръцете и краката. Исторически е бил използван за дезинфекция на питейната вода. В селски райони е използван за отделяне на желязото и водородния сулфид от отпадните води.

### Органичен синтез
Освен за пречистване на води, друго голямо приложение на калиевия перманганат е като катализатор при синтезирането на някои органични съединения. Значителни количества са необходими при синтезиране на аскорбинова киселина, хлорамфеникол, захарин, изоникотинова киселина.

### Съхраняване на плодове
Добавки от калиев перманганат към партида банани абсорбира етилена и удължава двойно периода на узряване на плодовете.